# Pediodectes bruneri
Pediodectes bruneri är en insektsart som först beskrevs av Andrew Nelson Caudell 1907.  Pediodectes bruneri ingår i släktet Pediodectes och familjen vårtbitare. Inga underarter finns listade i Catalogue of Life. Den lever i södra Nord Amerika (Texas och Mexiko). Den är en allätare